# Lillooet

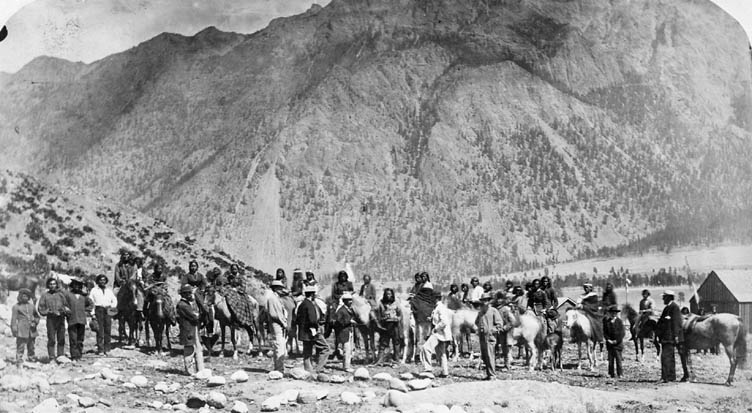
Fotografía de habitantes de Lillooet en 1865.

Los lillooet (autónimo: St'at'imc) constituyen un grupo étnico norteamericano de unos 3.000 individuos que vive en la Columbia Británica, Canadá. Su lengua pertenece a la familia lingüística salish.
Actualmente, muchos se ganan la vida trabajando en la industria de la madera. En los últimos años han tomado una postura más activa para apoyar sus demandas de tierra contra los gobiernos provincial y federal. También han encabezado protestas contra la explotación forestal en el valle Stein, en la Columbia Británica. Algunos de los más importantes festivales populares en apoyo del medio ambiente han sido celebrados anualmente en la reserva lillooet.
- Datos: Q487749
- Multimedia: St'at'imc / Q487749